# Antonio Bellavista
Antonio Bellavista (Bitonto, 19 novembre 1977) è un ex calciatore italiano, di ruolo centrocampista.

## Carriera

### Club
Inizia la carriera nel Bari nel 1995 in Serie A, ma non colleziona presenze e viene mandato a giocare in Serie C1 nella Pistoiese.
A novembre 1996 ritorna al Bari, (nel frattempo in Serie B), colleziona appena due presenze e viene ancora ceduto in prestito.
Nel 1997 ritorna in Serie C1 per giocare nel Giulianova collezionando 31 presenze e un gol. Nell'anno successivo ritorna in Serie B con la maglia del Treviso collezionando 24 presenze e un gol.
Nel 1999 l'esordio in Serie A con la maglia del Bari. Gioca con i pugliesi nella massima serie fino al 2001 totalizzando in tutto 42 presenze ed una rete.
Resta con il Bari anche dopo la retrocessione in Serie B dei biancorossi. Nella sessione del mercato invernale 2008, senza giocare alcuna partita, viene ceduto all'Hellas Verona in Serie C1. Alla fine della stagione 2008-2009 il suo contratto scade e il Verona decide di non rinnovarlo.
Il 6 agosto 2009 firma per l'Andria BAT, nello stesso girone degli scaligeri, ma rescinde consensualmente il contratto che lo lega alla società pugliese dopo solo 7 giornate di campionato.
Alle consultazioni elettorali amministrative della sua città, Bitonto, del 12 giugno 2022, è candidato al Consiglio comunale con la coalizione di centrosinistra. Diventa consigliere comunale dopo la nomina al ruolo di assessore di alcuni eletti.

## Vicende giudiziarie
Il 1º giugno 2011, Bellavista viene coinvolto, insieme ad altri calciatori, in una vasta inchiesta su partite pilotate e calcioscommesse, e lo stesso viene condotto nel carcere di Cremona, con l'accusa di traffico di sostanze dopanti nel mondo del calcio e scommesse.
Il 16 giugno, dal carcere viene mandato agli arresti domiciliari.
Il 9 agosto, con la sentenza di primo grado della Commissione Disciplinare della FIGC, viene squalificato per 5 anni più preclusione.
Il 26 luglio 2012 viene deferito dal procuratore federale Stefano Palazzi per illecito sportivo, divieto scommesse e violazione art.1 (lealtà sportiva) per Cesena-Bari del 2010-11. 

Il 3 agosto Palazzi richiede per lui una squalifica pari a 9 mesi in continuità con la squalifica di 5 anni del primo processo ma il 10 agosto in primo grado la Commissione Disciplinare lo condanna a 4 anni di squalifica.
Il 22 agosto la squalifica gli viene confermata in secondo grado per un totale di 9 anni di squalifica.
Nello stesso mese viene iscritto, insieme ad altri suoi ex compagni del Bari, nel registro degli indagati dalla Procura di Bari per frode sportiva in riguardo ad altre partite del Bari truccate in passato.
Il 9 febbraio 2015 la procura di Cremona termina le indagini e formula per lui e altri indagati le accuse di associazione a delinquere e frode sportiva.

## Palmarès

### Club

#### Competizioni giovanili
- Torneo di Viareggio: 1

Bari: 1997